# Александрович Ігор Борисович
І́гор Бори́сович Александро́вич (Александрович-Дочевський; нар. 28 січня 1918, Боржомі — пом. 9 березня 1997, Київ) — радянський і український графік; член Спілки радянських художників України. Батько художника Андрія Александрович-Дочевського.

## Біографія
Народився 28 січня 1918 року в місті Боржомі (нині Грузія). 1940 року в Москві закінчив Вище театральне училище імені Михайла Щепкіна при Малому театрі (вчителі Дмитрій Моор, О. Бичков), грав на сцені цього театру.
У 1941—1945 роках у складі акторського колективу виступав перед бійцями Червоної армії з концертами. Від 1945 року — карикатурист журналу «Крокодил», «Гудок». У 1953—1968 роках працював над карикатурами на політичні й побутові теми для журналу «Перець» та у 1961—1990 роках для газети «Правда Украины». Від 1993 року працював у журналі «Вус».
Жив у Києві в будинку на Бехтеревському провулку, № 8, квартира № 19. Помер в Києві 9 березня 1997 року.

## Творчість
Працював в галузі політичної сатири, плаката та книжкової ілюстрації. Серед робіт:
- плакат «Африка бореться, Африка буде вільною» (1960);
- серії:
  - «Майстри мистецтв України у дружніх шаржах» (1962—1964; темпера, акварель, гуаш, туш);
  - «Письменники України у дружніх шаржах» (1963);
- ілюстрації до книг:
  - «Молоді перчани» (1962, Київ);
  - «Карикатури» (1991, Київ).

Брав участь у всеукраїнських виставках з 1960 року, зарубіжних з 1955 року.
В журналі «Перець» № 2 за 1978 рік розміщено дружній шарж Анатолія Арутюнянца з нагоди 60-річчя митця